# Чаглинка (Алексеевская поселковая администрация)
Чаглинка (каз. Чаглинка) — село в Зерендинском районе Акмолинской области Казахстана.  Входит в состав Алексеевской поселковой администрации. Код КАТО — 115635300.

## География
Село расположено на северо-востоке района, в 55 км от центра района села Зеренда, в 15 км на юго-запад от центра поселковой администрации поселка Алексеевка. Близ села проходят автодорога А-1 и Трансказахстанская железнодорожная магистраль. Имеется одноимённая станция.

### Улицы[2]
- ул. Привольная,
- ул. Придорожная,
- ул. Советская,
- ул. Средняя,
- ул. Степная,
- ул. Строительная,
- ул. Темиржолшылар,
- ул. Школьная.

### Ближайшие населённые пункты
- посёлок Станционный в 5 км на юго-западе,
- село Васильковка в 7 км на северо-западе,
- станция Жаманаши в 7 км на севере,
- село Конысбай в 9 км на западе,
- город Кокшетау в 10 км на юге.

## Население
В 1989 году население села составляло 663 человека (из них казахов 40%, русских 33%).
В 1999 году население села составляло 602 человека (299 мужчин и 303 женщины). По данным переписи 2009 года, в селе проживали 544 человека (280 мужчин и 264 женщины).
| Численность населения | Численность населения | Численность населения |
| 1989                  | 1999                  | 2009                  |
| --------------------- | --------------------- | --------------------- |
| 663                   | ↘602                  | ↘544                  |